# Meriones meridianus
Meriones meridianus је врста глодара из породице мишева и потпородице гербила (лат. Gerbillinae). 

## Распрострањење
Врста је присутна у Авганистану, Ирану, Казахстану, Кини, Киргистану, Монголији, Русији, Таџикистану, Туркменистану и Узбекистану.

## Станиште
Врста Meriones meridianus има станиште на копну.

## Угроженост
Ова врста није угрожена, и наведена је као последња брига јер има широко распрострањење.

### Популациони тренд
Популациони тренд је за ову врсту непознат.